# Norumnuten
Norumnuten är en bergstopp i Antarktis. Den ligger i Östantarktis. Norge gör anspråk på området. Toppen på Norumnuten är 2 224 meter över havet, eller 323 meter över den omgivande terrängen. Bredden vid basen är 1,5 km.
Terrängen runt Norumnuten är kuperad åt nordväst, men åt sydost är den bergig. Trakten är obefolkad. Det finns inga samhällen i närheten. 